# Пантелеевский переулок
Пантеле́евский переу́лок (до 1922 года — А́нненский переу́лок) — переулок в Центральном административном округе города Москвы. Проходит от Большой Переяславской улицы до Пантелеевской улицы. Нумерация домов ведётся от Большой Переяславской улицы.

## Происхождение названия
Название дано 7 июня 1922 года по Пантелеевской улице, которая, в свою очередь, получила название по фамилии землевладельца Пантелеева, по землям которого была проложена. До 1922 года переулок носил название Анненский, которое было дано по волеизъявлению Пантелеева.